# Seekarspitze (Achensee)
La Seekarspitze est une montagne qui s’élève à 2 053 m d’altitude dans les Karwendel, en Autriche.